# 萨勒-霍尔茨兰县
萨勒-霍尔茨兰县（Saale-Holzland-Kreis）是德国图林根东部的一个县，县府為艾森貝格。